# Neopolyptychus centralis
Neopolyptychus centralis is een vlinder uit de familie pijlstaarten (Sphingidae). De wetenschappelijke naam van deze soort is voor het eerst geldig gepubliceerd in 2005 door Patrick Basquin & Pierre.
De soort komt voor in het Afrotropisch gebied.